# Villaverde y Pasaconsol
Villaverde y Pasaconsol község Spanyolországban, Cuenca tartományban. Villaverde y Pasaconsol Albaladejo del Cuende községgel határos. Lakosainak száma 321 fő (2024).

## Népesség
A település népessége az utóbbi években az alábbiak szerint változott:
| Lakosok száma | 430  | 413  | 398  | 380  | 377  | 346  | 351  | 332  | 335  | 321  |
|               | 2001 | 2004 | 2006 | 2009 | 2011 | 2014 | 2016 | 2019 | 2021 | 2024 |